# Rare Replay
『Rare Replay』（レア リプレイ）は、レアが開発、マイクロソフトから2015年8月6日に発売されたXbox One用オムニバスゲーム。
1983年から2008年までに発売されたレアが開発したゲームが30作品収録されている。
なお、版権の関係で「Donkey Kong Country（スーパードンキーコング）」シリーズは収録されていない。
「Golden Eye 007（ゴールデンアイ 007）」も収録されていないが、こちらは2023年1月27日にXbox Game Pass ライブラリで北米版の配信が開始され、本作のダウンロード版を所有している場合は無料でダウンロードできる。

## 収録作品
日本語版収録作品は題名の後ろに○を付けている。
- 1983年発売
  - Jetpac
  - Lunar Jetman
  - Atic Atac
- 1984年発売
  - Sabre Wulf
  - Underwurlde
  - Knight Lore（ナイト・ロアー）
- 1985年発売
  - Gunfright
- 1986年発売
  - Slalom
- 1987年発売
  - R.C. Pro-Am
- 1989年発売
  - Cobra Triangle
- 1990年発売
  - Snake Rattle 'n' Roll
  - Solar Jetman
  - Digger T. Rock
- 1991年発売
  - Battletoads（バトルトード）
- 1992年発売
  - R.C. Pro-Am II
- 1994年発売
  - Battletoads Arcade
- 1996年発売
  - Killer Instinct Gold
- 1997年発売
  - Blast Corps（ブラストドーザー）
- 1998年発売
  - Banjo-Kazooie（バンジョーとカズーイの大冒険）○
- 1999年発売
  - Jet Force Gemini（スターツインズ）
- 2000年発売
  - Perfect Dark（パーフェクトダーク）
  - Banjo-Tooie（バンジョーとカズーイの大冒険2）○
- 2001年発売
  - Conker's Bad Fur Day
- 2003年発売
  - Grabbed by the Ghoulies(グーリーズ 〜Grabbed by the Ghoulies〜)
- 2005年発売
  - Kameo（カメオ:エレメンツ オブ パワー）○
  - Perfect Dark Zero（パーフェクトダーク ゼロ）[注 2][1]
- 2006年発売
  - Viva Piñata（あつまれ!ピニャータ）○
- 2007年発売
  - Jetpac Refuelled○
- 2008年発売
  - Viva Piñata: Trouble in Paradise（あつまれ!ピニャータ2：ガーデンの大ぴんち）○
  - Banjo-Kazooie: Nuts & Bolts（バンジョーとカズーイの大冒険 ガレージ大作戦）○